# Reforma (Zamość)
Reforma – część miasta Zamościa w województwie lubelskim.
Leży w centralnej części miasta, w okolicy ulicy Szczebrzeskiej. Stanowi zachodnią część zamojskiej dzielnicy Stare Miasto w okolicy zamojskiej kolegiaty.